# یارلیکاپوو
یارلیکاپوو (به لاتین: Yarlykapovo) یک منطقهٔ مسکونی در روسیه است که در باشقیرستان واقع شده‌است.